# GOING UNDER GROUND
GOING UNDER GROUND(고잉 언더 그라운드, 일본어: ゴーイング・アンダー・グラウンド)는 일본의 록 밴드이다. 줄여서 '고잉' 또는 'GUG'라고도 불린다. 그룹 이름은 영국의 밴드 더 잼의 싱글 〈Going Underground〉에서 따온 것이다.

## 구성원
- 마츠모토 소 - 보컬, 기타
- 나카자와 히로키 - 기타, 보컬
- 이시하라 사토시 - 베이스 기타
- 코노 타케히로 - 드럼

## 음반 목록

### 정규 음반
- 《Cello》 (1998)
- 《시슌키노 블루스》 (1999)
- 《GOING UNDER GROUND》 (2000)
- 《카요와키 에너지》 (2001)
- 《홈》 (2002)
- 《하드 비트》 (2003)
- 《h.o.p.s.》 (2005)
- 《TUTTI》 (2006)
- 《오야스미 몬스터》 (2007)
- 《LUCKY STAR》 (2009)
- 《이나가와쿤》 (2011)
- 《Roots & Routes》 (2012)